# اصل موضوع بی‌نهایت
در نظریه اصل موضوعی مجموعه‌ها، اصل موضوع بی‌نهایت یکی از اصول موضوع نظریه مجموعه‌های تسرملو-فرنکل است. این اصل موضوع وجود حداقل یک مجموعه نامتناهی را تضمین می‌کند. این مجموعه، مجموعه اعداد طبیعی است. این اصل موضوع در ۱۹۰۸ توسط ارنست تسرملو پیشنهاد شد.

## بیان صوری
در زبان صوری اصول موضوع تسرملو-فرنکل، این اصل موضوع چنین بیان می‌شود:.
{\displaystyle \exists \mathbf {I} \,(\emptyset \in \mathbf {I} \,\land \,\forall x\in \mathbf {I} \,(\,(x\cup \{x\})\in \mathbf {I} )).}
به عبارت دیگر یک مجموعهٔ I وجود دارد که مجموعه تهی عضو آن است و هرگاه یک مجموعه x عضو آن باشد، اجتماع این مجموعه و مجموعه‌ای که x تک‌عضو آن است نیز عضو I است. این مجموعه را گاهی مجموعه استقرایی می‌نامند.

## تفسیر و نتایج
این اصل موضوع ارتباط نزدیکی با ساخت فون‌نویمان از اعداد طبیعی دارد، که در آن تالی یک عدد x به صورت x U {x} تعریف شده‌است. اگر x یک مجموعه باشد، از اصول موضوع نظریه مجموعه‌ها حاصل می‌شود که تالی آن نیز یک مجموعه یگانه است. تالی‌ها معمولاً برای تعریف اعداد طبیعی در نظریه مجموعه‌ها به کار می‌روند؛ به این نحو که صفر، مجموعه تهی و n حاصل nبار اعمال عمل تالی بر آن در نظر گرفته می‌شود.
به این ترتیب اعداد طبیعی در نظریه مجموعه‌ها ساخته می‌شوند، اما باقی اصول موضوع برای اثبات وجود مجموعه اعداد طبیعی ناکافی‌اند؛ بنابراین وجود این مجموعه به عنوان اصل موضوع بی‌نهایت پذیرفته می‌شود.
اصل موضوع بی‌نهایت همچنین یکی از اصول موضوع فون‌نویمان-برنه-گودل است.

## استقلال
اگر اصول موضوع ZFC سازگار باشند، نمی‌توان اصل موضوع بی‌نهایت را از آن‌ها نتیجه گرفت. همچنین نقیض آن نیز قابل استنتاج از باقی اصول موضوع ZFC نیست.